# گروه ناوانا
گروه ناوانا (انگلیسی: Navana Group) شرکت خوشه‌ای بنگلادشی است، که در سال ۱۹۹۸ تأسیس شد.